# 倉敷物語はちまん
『倉敷物語はちまん』（くらしきものがたり はちまん）は、2010年8月17日に日本地域社会研究所から出版された三城誠子による日本の小説、及びそれを原作とする日本の映画作品（2023年4月14日公開）。
小説版は、2000年に倉敷美観地区に開館した「いがらしゆみこ美術館」10周年事業として2010年に刊行された。開館20周年記念事業として実写版の映画として製作が始まり、前後編の前編が2022年に完成した。

## 概要
映画版企画者がクラウドファンディング募集時に出した案内によると、小説は「いがらしゆみこ美術館」10周年記念として執筆された。
その後、平成30年7月豪雨後の風評被害や新型コロナウイルス感染症流行の影響で倉敷美観地区の来訪者が大きく減少する中、回復に向け企画者がスマートフォンで映画を撮るという話が発端となって話が具体化した。
副題の「はちまん」は倉敷方言で「元気なおてんば」を意味する言葉である。

## あらすじ
明治25年（1892年）5月9日に倉敷の米穀商の長女として生まれた松原藤乃（通称はちまん）が、大原孫三郎や竹久夢二といった実在の人物とも交わりながら、恋愛も経験して成長していく姿を、昭和5年（1930年）までを舞台として描く。

## 登場人物

### 松原家
松原藤乃
はちまん。主人公。
松原トキ
藤乃の母。
松原米左衛門
藤乃の父。
うめ、おはな
松原家の女中。

### 渡家
渡成彦
あーちゃん。
琴
成彦の妹。
菊
渡兄妹の母。

### 岩本家
岩本逸子
藤乃の友達。
岩本積太郎
逸子の兄。
志野
岩本兄妹の母。
五平
後の養子。

### 鶴家
万造
成彦の従兄弟。
鶴家主人
万造の父。

### その他
由木
琴の友達。
大原孫三郎
倉敷紡績経営者
浅野応輔
東京帝国大学教授
永山卯三郎
郷土史家

## 書誌情報
- 三城誠子『倉敷物語はちまん』日本地域社会研究所、2010年8月17日、ISBN 9784890229253

## 映画
『倉敷物語はちまん』は2023年4月14日に公開。

### キャスト
※出典
- 松原藤乃 - 山本葵海、三宅妃寧、秋田留奈
- 松原トキ - 深川りよ
- 松原米左衛門 - 森青蛙
- うめ、おはな - 高原ひふみ、吉岡遥
- 渡成彦 - 湯浅椋介、次田陽之進、加藤琉星
- 琴 - 植田菜月
- 菊 - 蓮井佳代
- 岩本逸子 - 川部心音、栢野紗奈
- 岩本積太郎 - 岩崎竜也
- 志野 - 吉澤理恵子
- 五平 - 入江ケースケ
- 万造 - 古田誠一郎、星島青空
- 鶴家主人 - 木室賢治
- 由木 - 高田梨桜菜、岡田あかり
- 大原孫三郎 - すず、秋田龍輝
- 浅野応輔 - 山下朝桜佳
- 永山卯三郎 - 中村有喜

### スタッフ
- 監督、脚本、原作、製作総指揮 - 三城誠子
- ナレーター - 高原ひふみ
- 主題歌	- 吉永拓未「菜種花」
- 撮影 - 株式会社エスアレッジ
- 編集 - 重成泰郎、三城誠子
- 制作会社 - 株式会社明日絵
- 製作会社 - 2022映画「倉敷物語はちまん」製作委員会